# 1963 a sportban
1963 főbb sporteseményei a következők voltak:
- augusztus 23–25., kajak-kenu világbajnokság (Jajca)
- Parnelli Jones megnyeri a 47. indianapolisi 500 mérföldes versenyt.
- Jim Clark nyeri a Formula–1-es világbajnokságot a Lotus csapattal.
- december 1. – Ghána először nyeri meg az Afrikai nemzetek kupáját.

## Születések
- január 1. – Dražen Ladić, jugoszláv válogatott és világbajnoki bronzérmes horvát válogatott labdarúgó
- január 10. – Georgi Georgiev, bolgár válogatott labdarúgó
- január 11.
  - Tracy Caulkins, olimpiai és világbajnok amerikai úszónő
  - Petra Schneider, olimpiai és világ- Európa-bajnok NDK-s úszónő
  - Roland Wohlfarth, nyugatnémet válogatott labdarúgó, csatár
- január 24. – Arnold Vanderlyde, holland ökölvívó
- január 26. – José Mourinho, UEFA-bajnokok ligája és Európa-liga-győztes portugál labdarúgóedző
- február 1. – Várhegyi Ferenc, újságíró, televíziós szakkommentátor, sportmenedzser
- február 12. – Boriszlav Mihajlov, bolgár válogatott labdarúgókapus
- február 17. – Michael Jordan, NBA-bajnok és olimpiai bajnok amerikai kosárlabdázó
- március 12. – John Andretti, amerikai autóversenyző, IndyCar- és NASCAR-pilóta († 2020)
- március 13. – Michal Hipp, csehszlovák születésű szlovák labdarúgó, edző
- március 14. – Ricardo Peláez, CONCACAF-aranykupa-győztes mexikói válogatott labdarúgó
- március 22. – Stefan Pettersson, svéd válogatott labdarúgó
- március 30. – Olekszij Olekszandrovics Mihajlicsenko, olimpiai bajnok ukrán nemzetiségű szovjet-FÁK-ukrán válogatott labdarúgó, edző
- április 11. – Waldemar Fornalik, lengyel labdarúgó, edző
- április 13. – Garri Kimovics Kaszparov, szovjet-orosz-horvát sakknagymester, sakkvilágbajnok
- április 15. – Walter Casagrande, Bajnokcsapatok Európa-kupája-győztes brazil válogatott labdarúgó
- május 3. – Paul Boutilier, Stanley-kupa-győztes kanadai jégkorongozó
- május 8. – John Altobelli, amerikai baseballedző († 2020)
- május 26. – Ron Meighan, kanadai jégkorongozó
- június 2. – Bökfi János, magyar súlyemelő, edző, olimpikon
- június 6. – Kiprich József, magyar válogatott labdarúgó, edző
- június 26.
  - Eric Calder, kanadai jégkorongozó
  - Alessandro Campagna, olimpiai, világ- és Európa-bajnok olasz vízilabdázó
- július 7. – Luca Fusi, olasz válogatott labdarúgó
- július 11. – Al MacInnis, olimpiai bajnok, Stanley-kupa és Kanada-kupa-győztes kanadai jégkorongozó, Hockey Hall of Fame-tag
- július 16. – Srečko Katanec, olimpiai bronzérmes jugoszláv és szlovén válogatott labdarúgó, edző
- július 19.
  - Guillermo Betancourt, világbajnok, olimpiai ezüstérmes kubai tőrvívó
  - Wladár Sándor, olimpiai és Európa-bajnok magyar úszó
- július 22.
  - Emilio Butragueño, spanyol válogatott labdarúgó
  - Steve Gillespie, kanadai profi pankrátor († 2020)
- augusztus 1. – Mark Wright, angol válogatott labdarúgó középhátvéd
- augusztus 3. – Giovanni Francini, olasz válogatott labdarúgó
- augusztus 16.
  - Aloísio Pires Alves, olimpiai ezüstérmes brazil labdarúgó
  - Marilena Vlădărău, világbajnok román szertornász, edző, nemzetközi sportbíró
- augusztus 24. – Peter Rufai, afrikai nemzetek kupája győztes nigériai válogatott labdarúgókapus
- augusztus 25. – Ermidelio Urrutia, olimpiai bajnok kubai baseballjátékos
- augusztus 29. – Steve Clarke, skót válogatott labdarúgó, hátvéd, edző
- szeptember 1.
  - Rich Chernomaz, világbajnoki bronzérmes kanadai válogatott jégkorongozó, edző
  - Kropkó Péter, triatlonista
- szeptember 2. – Sztanyiszlav Szalamovics Csercseszov, szovjet-orosz labdarúgó, edző
- szeptember 7. – Éric Di Meco, francia válogatott labdarúgó
- szeptember 8. – Danny Frawley, ausztrál ausztrál futballista († 2018)
- szeptember 21. – Trevor Steven, angol válogatott labdarúgó, játékosmegfigyelő
- szeptember 24. – Luis Ulacia, olimpiai bajnok kubai baseballjátékos
- szeptember 26. – Terry Jenkins, angol dartsjátékos
- október 6. – Sven Andersson, svéd válogatott labdarúgókapus
- október 9. – Voro, spanyol válogatott labdarúgó, edző
- október 15. – Stanley Menzo, Európa-bajnoki bronzérmes holland labdarúgó, kapus, edző
- október 20.
  - Anatolij Mihajlovics Hrapatij, olimpiai, világ- és Európa-bajnok szovjet-kazah súlyemelő  († 2008)
  - Stan Valckx, holland válogatott labdarúgó
- november 2. – Ines Diers, olimpiai és Európa-bajnok német úszó
- november 4.
  - Lior Birkan, izraeli úszónő († 2020)
  - Horacio Elizondo, argentin labdarúgó-játékvezető
- november 10.
  - Mike Powell, kétszeres világbajnok, olimpiai ezüstérmes, amerikai távolugró
  - Tanju Çolak, török válogatott labdarúgó
- november 11. – John Barnes, jamaikai születésű, angol válogatott labdarúgó
- november 19. – Davi Cortes da Silva, olimpiai ezüstérmes brazil válogatott labdarúgó
- november 24. – Neale Cooper, skót labdarúgó, középpályás, edző († 2018)
- november 27. – Roland Nilsson, svéd válogatott labdarúgó, edző
- december 7. – Theo Snelders, válogatott holland labdarúgó
- december 14. – Andrea Cipressa, olimpiai és világbajnok olasz tőrvívó, edző

## Halálozások
- január 6. – Ezio Roselli, olimpiai bajnok olasz tornász (* 1896)
- január 15. – Marco Torrès, olimpiai ezüst- és bronzérmes spanyol származású francia tornász (* 1888)
- január 23. – Gustave Garrigou, Tour de France győztes francia országútikerékpár-versenyző (* 1884)
- január 24. – Léon Delsarte, olimpiai ezüst- és bronzérmes francia tornász († 1893)
- február 1. – Hermann Helgesen, olimpiai ezüstérmes norvég tornász (* 1889)
- március 1. – Irish Meusel, World Series bajnok amerikai baseballjátékos (* 1893)
- március 11. – Joe Judge, World Series bajnok amerikai baseballjátékos, edző (* 1894)
- március 13. – Edvin Paulsen, olimpiai bronzérmes norvég tornász (* 1889)
- március 15. – Harry Hampton, angol válogatott labdarúgó (* 1885)
- március 24. – J. A. Gammons, amerikai baseball- és amerikai futballjátékos, egyetemi edző (* 1876)
- március 25. – Moose Johnson, Stanley-kupa-győztes kanadai jégkorongozó, HHOF-tag (* 1886)
- április 22. – Robert Kennedy, olimpiai ezüstérmes ír gyeplabdázó (* 1880)
- május 8. – Ambrogio Levati, olimpiai bajnok olasz tornász (* 1894)
- május 27. – Cino Civinini, olimpiai bronzérmes olasz tornász (* 1883)
- június 2. – Hajós Henrik, olimpiai bajnok magyar úszó (* 1886)
- június 8. – Earl Smith, World Series bajnok amerikai baseballjátékos (* 1897)
- június 10.
  - Realf Robach, olimpiai bronzérmes norvég tornász (* 1885)
  - Mike Simon, World Series bajnok amerikai baseballjátékos (* 1883)
- június 21. – Adrien Rommel, olimpiai és világbajnok francia tőrvívó (* 1914)
- június 22. – Sven Rosén, kétszeres olimpiai bajnok svéd tornász (* 1887)
- június 28. – Home Run Baker, World Series-bajnok amerikai baseballjátékos, National Baseball Hall of Fame and Museum-tag (* 1886)
- július 27. – Trygve Bøyesen, olimpiai ezüst- és bronzérmes norvég tornász (* 1886)
- augusztus 24. – Hooley Smith, olimpiai bajnok és Stanley-kupa győztes kanadai jégkorongozó, HHOF-tag (* 1903)
- szeptember 6. – Vladimir Aïtoff, olimpiai bajnok francia rögbijátékos, orvos, katona (* 1879)
- szeptember 11. – Ham Hyatt, World Series-bajnok amerikai baseballjátékos (* 1884)
- szeptember 13. – Victor Duvant, olimpiai bronzérmes francia tornász (* 1893)
- szeptember 15. – Charles Winslow, dél-afrikai teniszező (* 1888)
- szeptember 20. – Thorleiv Røhn, olimpiai bajnok norvég tornász (* 1881)
- szeptember 21. – Szabó Péter, magyar bajnok, magyar válogatott labdarúgó, edző (* 1899)
- november 14. – Nils Hellsten, olimpiai bajnok svéd tornász (* 1885)
- december 2. – Jacob Erstad, olimpiai ezüstérmes norvég tornász (* 1898)
- december 9. – Széchy László, olimpiai ezüstérmes magyar vívó, gépészmérnök, a Fővárosi Elektromos Művek egykori igazgatója (* 1891)
- december 17. – William Foster, olimpiai bajnok brit úszó (* 1890)
- december 27. – Sigvard Sivertsen, olimpiai bajnok és olimpiai ezüstérmes norvég tornász (* 1881)